# Heinrich Ignaz Franz Biber
Heinrich Ignaz Franz von Biber (Wartenberg, 12 agosto 1644 – Salisburgo, 3 maggio 1704) è stato un compositore e violinista austriaco, di nazionalità boema.

## Biografia
Biber nacque a Wartenberg, in Boemia (oggi Stráž pod Ralskem, Repubblica Ceca). Poco si sa della sua formazione, se non che potrebbe aver studiato in un Ginnasio di Gesuiti in Boemia.
Prima del 1668, Biber lavorò alla corte del principe Johann Seyfried Eggenberg a Graz. Trasferitosi a Kroměříž, dove era maestro di cappella il suo amico Pavel Josef Vejvanovský, Biber fu alle dipendenze del vescovo di Olmütz (oggi Olomouc), Karl Liechtenstein-Castelcorno. A Kroměříž godette di una buona reputazione e sembra che il suo talento violinistico fosse tenuto in somma considerazione.

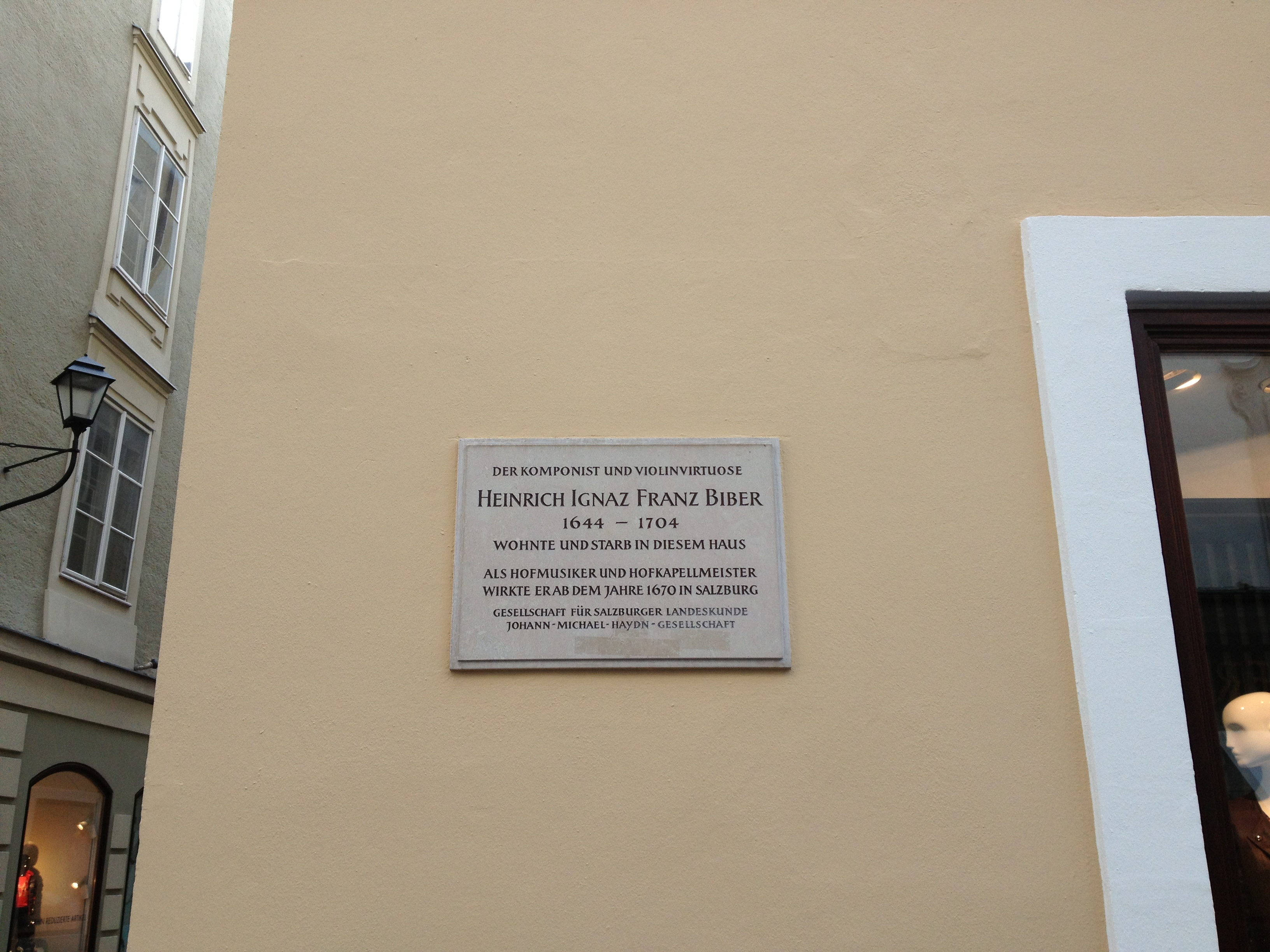
Lapide esposta sul muro della casa di Biber, a Salisburgo, dove si legge: «Il compositore e virtuoso del violino Heinrich Ignaz Franz Biber visse e morì in questa casa. Come musicista di corte e maestro di cappella lavorò dal 1670 a Salisburgo»

Nell'estate del 1670, il vescovo mandò Biber ad Absam, presso Innsbruck per negoziare con il celebre liutaio Jacobus Stainer l'acquisto di nuovi strumenti per la cappella. Ma il compositore, invece di Absam, raggiunse Salisburgo, dove prese servizio presso l'arcivescovo Maximilian Gandolph von Khuenburg. Quest'ultimo era in rapporti d'amicizia con Liechtenstein-Castelcorno che perciò non intraprese alcuna azione contro il compositore; tuttavia il comportamento di Biber era stato chiaramente offensivo, tanto che il vescovo di Olmütz lo liberò ufficialmente dai suoi obblighi solo nel 1676.
Biber rimase a Salisburgo per il resto della sua vita, riscuotendo notevole successo e benefici sia economici che sociali; dal 1676 al 1684 dedicò quattro opere a stampa di musica strumentale all'arcivescovo. Nel 1677 eseguì proprie musiche di fronte all'Imperatore Leopoldo I d'Asburgo, che lo ricompensò donandogli una catena d'oro. In occasione di una seconda performance per lo stesso imperatore, nel 1681, il sovrano lo propose per una promozione al rango di nobiltà.
Nel 1684, dopo la morte di Andreas Hofer, fu nominato maestro di cappella e decano della scuola del coro del Duomo di Salisburgo. Dopo una seconda petizione da parte dell'imperatore Leopoldo nel 1690, Biber fu insignito cavaliere con il titolo di Biber von Bibern. Successivamente, il nuovo arcivescovo Johann Ernst, conte di Thun, lo promosse Gran Cerimoniere di Corte.
Nel frattempo, il compositore aveva sposato il 30 maggio 1672 Maria Weiss, figlia di un mercante di Salisburgo. La coppia ebbe undici figli, dei quali solo quattro sopravvissero fino all'età adulta. Tutti ebbero talento per la musica: Anton Heinrich (1679–1742) e Karl Heinrich (1681–1749) furono entrambi violinisti al servizio della corte locale; in particolare, il secondo prese nel 1743 il posto di maestro di cappella che era già stato del padre. Le figlie Maria Cäcilia (nata nel 1674) e Anna Magdalena (1677–1742) entrarono in convento e alla seconda (contralto e violinista) fu affidato il coro della cappella dell'Abbazia di Nonnberg.

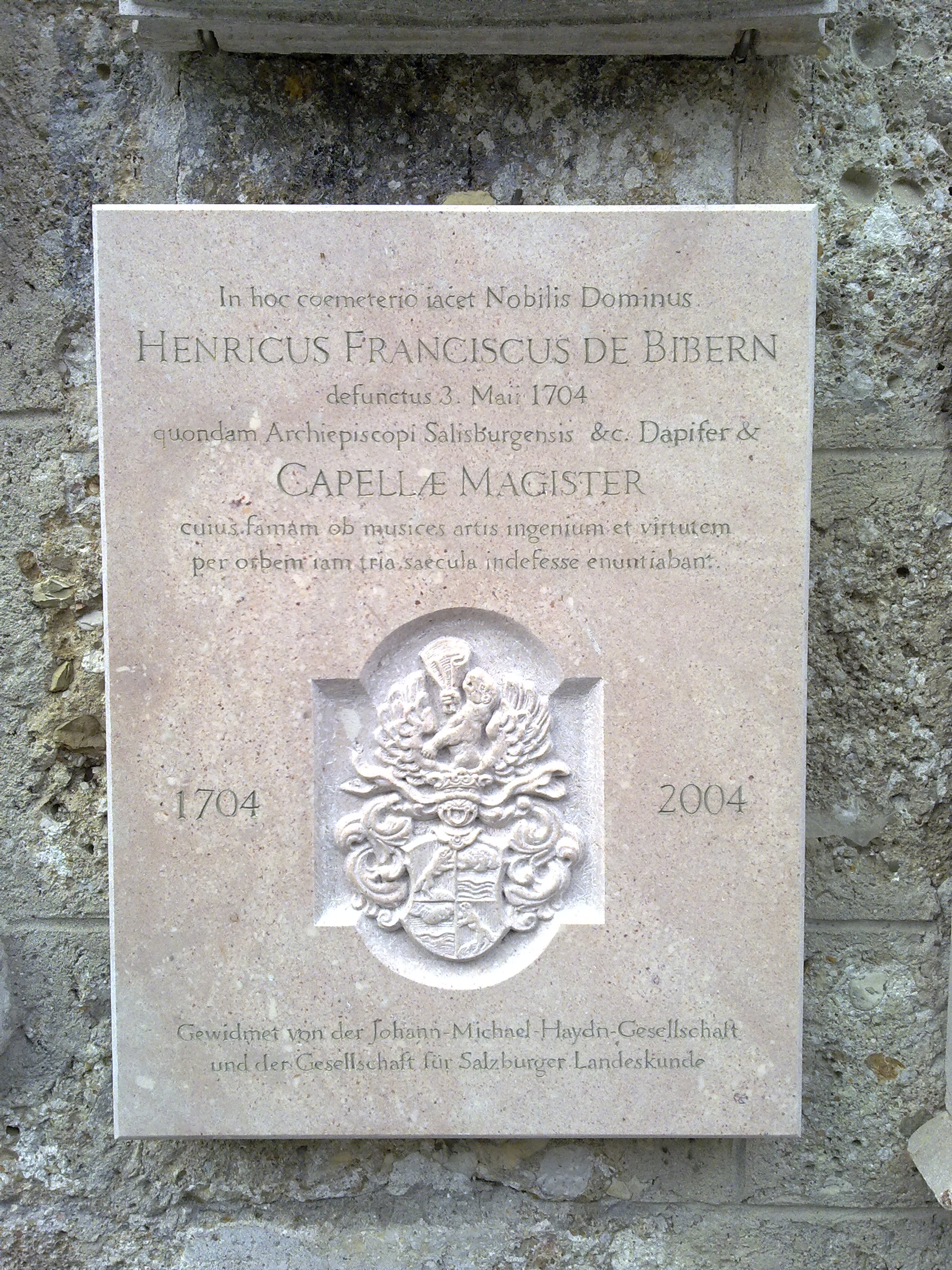
Salisburgo, lapide commemorativa del compositore, sepolto nel cimitero locale

## Stile ed influenza
Biber fu uno dei più importanti compositori nella storia della musica violinistica, ma fu anche un eccezionale esecutore; la sua formidabile tecnica gli permetteva di raggiungere facilmente posizioni estreme sullo strumento, come la 6ª e 7ª. Impiegò le doppie corde in difficili passaggi ed esplorò le varie possibilità della 'scordatura', ossia l'accordatura non canonica dello strumento. Tale espediente, già impiegato da compositori italiani, austriaci e tedeschi (tra i quali Biagio Marini, Marco Uccellini e soprattutto Johann Heinrich Schmelzer, che alcuni individuano come possibile maestro di Biber), fu portato ad un livello di maestria senza eguali.
La musica di Biber ebbe una grande influenza sui suoi contemporanei, e divenne fonte d'ispirazione per compositori e violinisti in tutt'Europa. Nel tardo Settecento Charles Burney dichiarò che Biber fosse il più grande compositore per violino del XVII secolo.
La riscoperta del musicista, avvenuta nel corso del XX secolo, ha riportato in auge le sue composizioni, ancora oggi riproposte in concerti e registrazioni discografiche. Tra le più famose si annoverano le 15 sonate scritte per la confraternita del Rosario di Salisburgo (sonate del rosario o dei misteri, per violino e basso continuo), organizzate proprio secondo il ciclo dei misteri del rosario.
Le sonate dei Misteri, insieme alle sette partite per due strumenti e basso continuo dell'Harmonia artificiosa-ariosa, rappresentano il vertice della letteratura violinistica che utilizza la 'scordatura'.

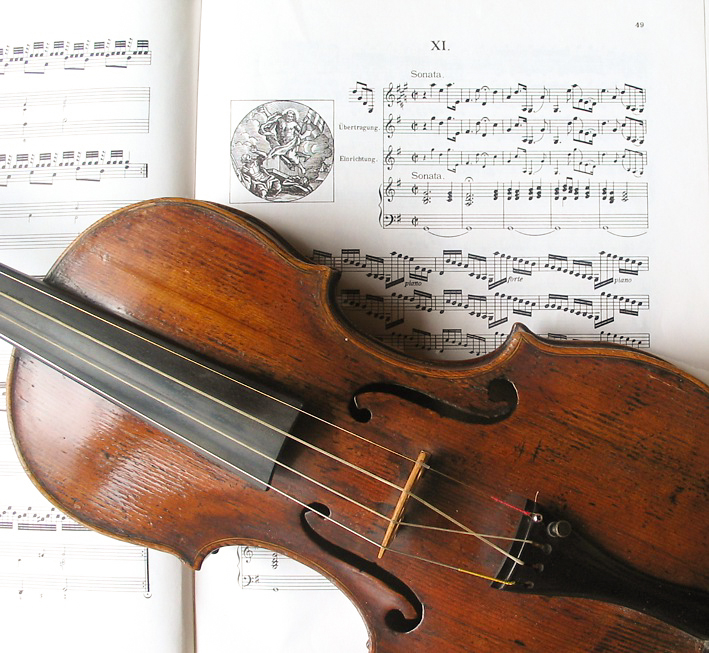
"Riconfigurazione simbolica", con le corde centrali incrociate, di un violino per la sonata Resurrezione

## Principali composizioni

### Composizioni strumentali
- Sonata a 7, per 6 trombe, timpani e basso continuo (1668)
- Sonata Sancti Polycarpi à 9, per 8 trombe, timpani e basso continuo (organo) (1673)
- Sonata rappresentativa, per violino e basso continuo (1669)
- Sonata La battaglia, per 3 violini, 4 viole, 2 violoni e basso continuo (1673)
- Sonate del Rosario (Rosenkranzsonaten) in scordatura (conosciute anche come Sonate dei Misteri), 15 sonate per violino e basso continuo (1676), l'ultima composizione è la Passacaglia
- Sonatae tam aris quam aulis servientes, 12 sonate per 5-8 strumenti (trombe, archi e basso continuo) in varie combinazioni (1676)
- Mensa sonora, 6 sonate per violino, 2 viole e basso continuo (1680)
- 8 sonate per violino e basso continuo (1681)
- Fidicinium sacroprofanum, 12 sonate per 1 o 2 violini, 2 viole e basso continuo (1683)
- Harmonia artificioso-ariosa: diversi mode accordata, 7 sonate per 1 o 2 violini, 2 viole, 2 viole d'amore e basso continuo in varie combinazioni (1696)

### Composizioni vocali
- Missa Christi resurgentis (c. 1674)
- Missa Salisburgensis (attribuzione), per 53 voci indipendenti vocali e strumentali (1682)
- Plaudite tympana, mottetto (1682)
- Applausi festivi di Giove, cantata (1687)
- Li trofei della fede cattolica, cantata (1687)
- Alessandro in Pietra, opera (1689)
- Chi la dura la vince, opera (c. 1690)
- Requiem in la (c. 1690)
- Requiem in fa minore (c. 1692)
- Missa Bruxellensis, per 23 voci indipendenti vocali e strumentali (c. 1696)
- Missa Sancti Henrici (1697)
- Trattenimento musicale dell'ossequio di Salisburgo, cantata (1699)

## Discografia
- Requiem à 15; Vesperae à 32 - Els Bongers, Anne Grimm, Kai Wessel, Peter de Groot, Marcel Reyans, Simon Davies, René Steur, Kees-Jan de Koning, Amsterdam Baroque Orchestra & Choir, Ton Koopman (Erato, France 1994)[1]
- Missa Bruxellensis – Jordi Savall, Le Concert des Nations, La Capella Reial de Catalunya (Alia Vox 9808)[2]
- Battalia à 10; Requiem à 15– Jordi Savall, La Capella Reial de Catalunya, Le Concert des Nations (Alia Vox 9825)[3]
- Sonata Representativa for violin & continuo in A major, The Zarjaz, La Leggenda Del Block, Editio Seconda, Traite Pour Marbre Neon Harpe Et Voix (Basilcia Records BA 005)
- Mensa sonora and Sonata representativa, Reinhard Goebel, Musica Antiqua Köln – Archiv Produktion (DG 423701)
- The Rosary Sonatas, Richard Egarr, Andrew Manze, Alison McGillivray (Harmonia Mundi - 907321)
- Passacaglia for Solo Viola, Arranged by Marco Misciagna (Live); Marco Misciagna, viola (MM08)[4]